# Języki prymitywne
Języki prymitywne – potoczne (nienaukowe) określenie języków używanych przez ludy, o których uważa się, że stoją na niższym szczeblu rozwoju cywilizacyjnego. Zwykle chodzi o języki kultur nieeuropejskich, pozbawione tradycji piśmienniczych i form kodyfikacji (opracowań gramatycznych i słowników); często są to języki ludności tubylczej. Języki te bywają określane mianem „dialektów”, co implikuje ich niekompletność, niższość względem języków państwowych.
W popularnych dyskusjach można spotkać się z przekonaniem, jakoby istniały ludy posługujące się językiem o ograniczonym zasobie słownictwa, „dopełnianym gestami”. Badania językoznawcze nie wskazują jednak na istnienie związku między „złożonością” języka a poziomem cywilizacyjnym jego użytkowników. Nie istnieją cechy, które pozwoliłyby scharakteryzować dany język jako „mowę z epoki kamienia”; nie istnieją też właściwości, które dałoby się wyodrębnić jako typowe dla języków ludów zbierackich, pasterskich czy też społeczeństw uprzemysłowionych. W istocie wszystkie języki cechują się bogactwem słownictwa i złożonością zasad. Struktury gramatyczne, niejednokrotnie bardzo rozbudowane, są właściwe również dla języków społeczeństw tradycyjnych, które nie przeszły industrializacji i urbanizacji; staje się to jasne wraz z próbami opisywania i uczenia się tych języków. Języki uchodzące za „prymitywne”, jak każde inne języki świata, stanowią pełnoprawny przedmiot badawczy dla lingwistyki.
Słownictwo społeczności tradycyjnych nie obejmuje specjalistycznego nazewnictwa, np. terminologii abstrakcyjnej właściwej dla dyscyplin naukowych, a także specyficznych pojęć życia codziennego, które są ściśle związane z kulturą Zachodu. Nie oznacza to jednak, że języki takich grup są pozbawione cech otwartości; każdy język pozwala bowiem na innowacyjne wykorzystywanie środków językowych, mówienie za ich pomocą o przedmiotach i zjawiskach uprzednio nieznanych danej kulturze. Zawsze istnieje możliwość zapożyczenia leksyki obcej lub wypracowania terminologii w oparciu o rodzime materiały leksykalne i derywacyjne. Użytkownik każdego języka może tworzyć nieskończoną liczbę zdań, w innowacyjny sposób wykorzystując środki językowe. Tym samym języki adaptują się do potrzeb komunikacyjnych społeczności.
Przeświadczenie o istnieniu języków prymitywnych było właściwe dla ustaleń dawnych uczonych – antropologów i językoznawców. Na przykład badacze typologii uznawali, że języki pozbawione fleksji (m.in. język chiński) znajdują się na wcześniejszym etapie rozwoju, choć pojawiały się również przeciwne stanowiska, przyjmujące, że np. deklinacja w językach słowiańskich świadczy o ich prymitywności. Pokutowało także przekonanie, jakoby pewne języki były pozbawione fundamentalnej gramatyki. Niektórzy badacze uważali wręcz, że nauka języków niepiśmiennych pozwoli poznać sposób, w jaki komunikowali się przodkowie społeczeństw rozwiniętych. W I poł. XX w. wskazywano na niesłuszność założeń o rzekomych językach prymitywnych. Współcześni naukowcy odrzucają te poglądy, przyjmując, że wszystkie języki są gramatycznie równoważne.